# 國道52號
國道52號是日本静岡縣静岡市清水區至山梨縣甲府市的一般國道，全線大致沿富士川西岸。與這道路並走的中部橫斷自動車道建設中，山梨縣内一部份區間開放通行。

## 概要
- 陸上距離：100.1km
- 起點：静岡縣静岡市清水區（興津中町交點＝國道1號交點）
- 終點：山梨縣甲府市（甲府警察署前交點＝國道411號終點）
- 主要經由地：山梨縣南巨摩郡身延町、韮崎市
- 指定區間:全線

## 历史
- 1953年5月18日 二級國道141號清水上田線（静岡縣清水市 - 長野縣上田市）指定。
- 1963年4月1日 141號清水市 - 韮崎市昇格為一級國道52號、終點變更為甲府市（静岡縣清水市 - 山梨縣甲府市）。141號為二級國道141號韮崎上田線。
- 1965年4月1日 一般國道52號。

## 重複區間
- 山梨縣韮崎市（船山橋北詰交差點） - 山梨縣甲斐市（龍王立體）：國道20號
- 山梨縣甲府市（相生步道橋交差點） - 山梨縣甲府市（甲府警察署前交差點）：國道358號

## 通過市町村
- 静岡縣
  - 静岡市清水區 - 富士宮市
- 山梨縣
  - 南巨摩郡南部町 - 南巨摩郡身延町 - 南巨摩郡富士川町 - 南阿爾卑斯市 - 韮崎市 - 甲斐市 - 甲府市

## 接續路線
中部地方整備局管内
- 静岡縣
  - 國道1號（静岡市清水區、起點）

關東地方整備局管内
- 山梨縣
  - 國道469號（南巨摩郡南部町）
  - 國道300號（南巨摩郡身延町）
  - 國道140號（南巨摩郡富士川町）
  - 國道20號（韮崎市 - 甲斐市）
  - 國道358號（甲府市）
  - 國道411號（甲府市、終點）

## 繞道
- 万澤繞道
- 富河繞道
- 南部繞道
- 身延繞道
- 西島繞道
- 甲西道路（山梨縣）

## 別名
- 駿州往還‐起點至富士川町的鰍澤交差點。又名富士川街道與河内路。
- 西郡路‐鰍澤交差點至韮崎市的船山橋北詰交差點。又名富士川街道。
- 甲州街道‐國道20號重複區間。
- 美術館通‐龍王立體至相又步道橋交差點。

## 主要峠
- 富士見峠（標高250m）：静岡縣静岡市清水區

## 關連項目
- 中部地方道路一覽
- 中部橫斷自動車道
- 身延線

## 外部連結
- 中部地方整備局
  - 静岡國道事務所
- 關東地方整備局（页面存档备份，存于）
  - 甲府河川國道事務所 （页面存档备份，存于）